# Sesbania tomentosa
Sesbania tomentosa (Hawaïaans: 'ohai) is een plant uit de vlinderbloemenfamilie (Leguminosae). Het is een rechtopstaande tot kruipende struik met tot 14 m lange takken of soms een kleine rechtopstaande, 2,5–6 m hoge boom. De bladeren zijn geveerd in meerdere, ovale, zilvergroene deelblaadjes die bedekt zijn met witte of zilverachtige haren.
De bloemen groeien met twee tot negen stuks in hangende trossen Ze lijken op de bloemen van erwten en zijn circa 2,5 cm lang. De kleur van de bloemen varieert van zalmkleur tot oranje of rood en zeer zelden puur geel. Ze worden in hun natuurlijke verspreidingsgebied bestoven door bijen uit het geslacht Hylaeus. De vruchten zijn 7,5–22,5 cm lange peulen die rijp bruingeel worden. Ze bevatten vele olijfgroene of bleekbruine, 0,6–0,9 cm lange zaden.
Sesbania tomentosa is endemisch op Hawaï en komt voor op Oahu, Molokai, Maui, Kauai, Kaho'olawe, Hawaï, Nihoa en Necker. Op Lanai en Ni'ihau komt de plant nu niet meer voor. De plant komt voor in droge struikvegetaties op kalkstranden, zandduinen en rotsen of zelden in droge bossen. Meestal komt de plant voor aan de kust, zelden verderop in het binnenland tot op 750 m hoogte.
De plant wordt bedreigd in zijn bestaan. Er zijn schattingen dat er nog zo'n tweeduizend tot drieduizend planten zijn, maar sommige populaties en vormen bestaan nog maar uit enkele tot dertig exemplaren. De soort wordt bedreigd door terreinwagens, vernietiging van zijn habitat, industriële activiteiten in kustregio's en vraat door rundvee, geiten en axisherten.
De plant is opgenomen in de National Collection of Endangered Plants. Namens het Center for Plant Conservation zorgt de Amy B.H. Greenwell Ethnobotanical Garden voor de bescherming van de plant.

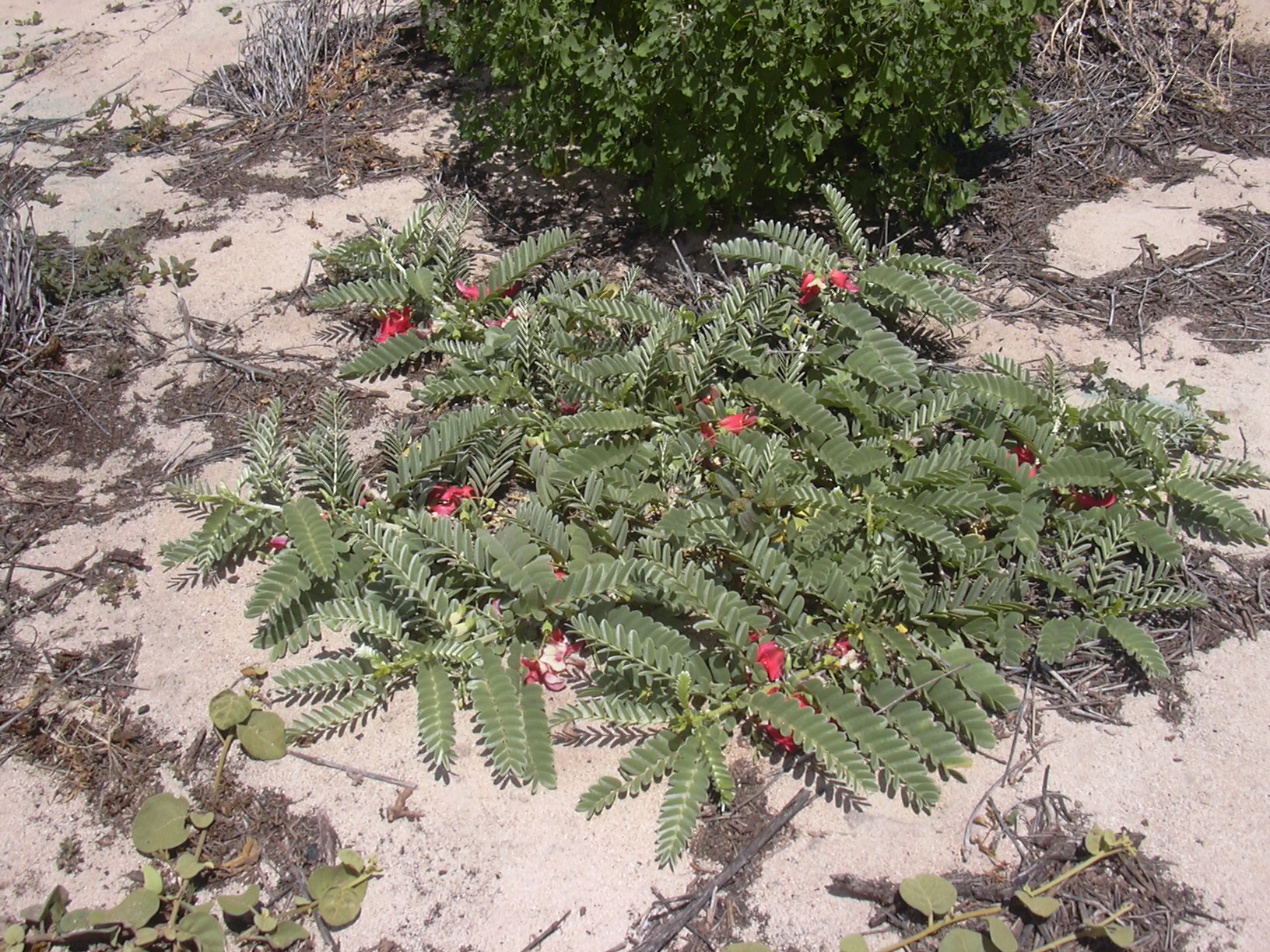
Struik

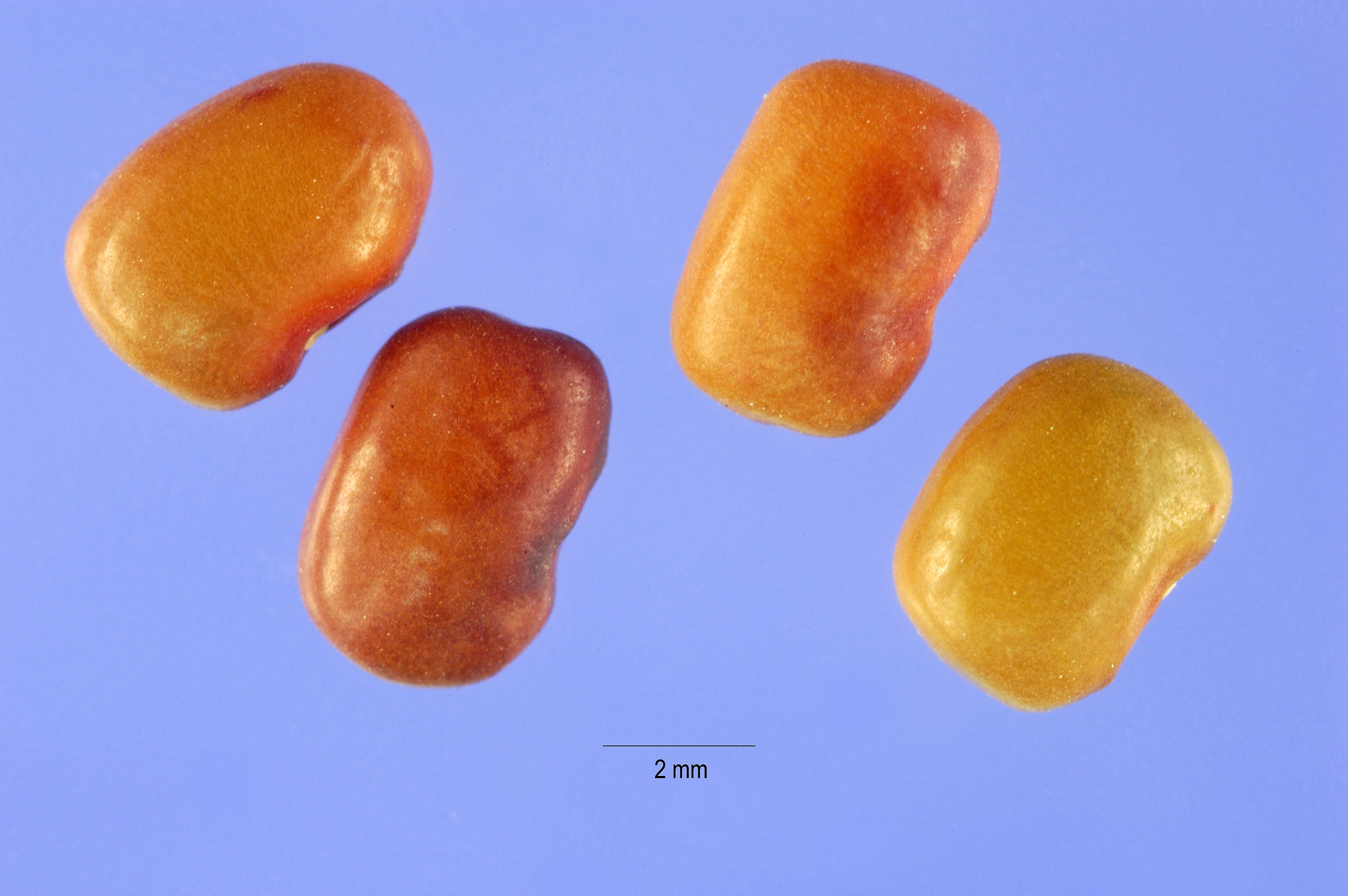
Zaden